# Сокольський район (Вологодська область)
Соко́льський район (рос. Сокольский район) — адміністративна одиниця Вологодської області Російської Федерації.
Адміністративний центр — місто Сокол.

## Географія
Район розташований у центрі Вологодської області, на північ від Вологди, відстань до обласного центру складає 35 км. Площа території Сокальського району становить 4139 км² (2,8 % в загальнообласному показнику або 17 місце у Вологодській області). На півночі він межує з Харовським і Сямженським, на сході — з Тотемським, на півдні — з Міжріченським, на південному заході — з Вологодським, на північному заході — з Усть-Кубінським районами.
Територія району знаходиться в межах плоскої Присухинської низовини і південного схилу пологогорбистого Харовського пасма зі звичайною різницею висот в 50 м (рідко — трохи більше 100 м).
Адміністративний районний центр місто Сокол сполучений автомобільними, залізничними і водними шляхами з Вологдою (42,5 км), Череповцем (179 км), Устя (37,2 км) й іншими районними центрами. Забезпечується стійке транспортне сполучення з Ленінградською, Архангельською, Мурманською й іншими областями.
Основна річка — Сухона.
Клімат на території Сокальського району помірно континентальний.

## Населення
Населення району становить 48133 особи (2019; 51399 у 2010, 57993 у 2002).

## Адміністративно-територіальний поділ
На території району 2 міських та 7 сільських поселень:
| Поселення                        | Площа, км² | Населення, осіб (2002) | Населення, осіб (2010) | Населення, осіб (2019) | Центр         | Населені пункти |
| -------------------------------- | ---------- | ---------------------- | ---------------------- | ---------------------- | ------------- | --------------- |
| Кадниковське міське поселення    | 631,41     | 6427                   | 5740                   | 5302                   | Кадников      | 39              |
| Сокольське міське поселення      | 69,42      | 43042                  | 38452                  | 36668                  | Сокол         | 1               |
| Архангельське сільське поселення | 492,32     | 1493                   | 1099                   | 925                    | Архангельське | 98              |
| Біряковське сільське поселення   | 717,35     | 1000                   | 986                    | 834                    | Біряково      | 33              |
| Воробйовське сільське поселення  | 563,65     | 1123                   | 903                    | 759                    | Воробйово     | 46              |
| Двіницьке сільське поселення     | 399,82     | 906                    | 854                    | 765                    | Чекшино       | 28              |
| Пельшемське сільське поселення   | 249,80     | 644                    | 594                    | 508                    | Марковське    | 25              |
| Пригородне сільське поселення    | 465,06     | 2454                   | 2013                   | 1769                   | Літега        | 67              |
| Чучковське сільське поселення    | 722,51     | 904                    | 758                    | 603                    | Чучково       | 40              |

- 13 квітня 2009 року ліквідовано Кокошиловське сільське поселення, його територія увійшла до складу Нестеровського сільського поселення[4].
- 30 травня 2013 року ліквідовано Замошське сільське поселення, його територія увійшла до складу Кадниковського міського поселення[5].
- 25 червня 2015 року ліквідовано Боровецьке сільське поселення, його територія увійшла до складу Пригородного сільського поселення[6].
- 3 травня 2017 року ліквідовано Нестеровське сільське поселення, його територія увійшла до складу Архангельського сільського поселення[7].

## Найбільші населені пункти
Нижче подано населені пункти з чисельністю населення понад 1000 осіб:
| № | Населений пункт | Населення, осіб (2002) | Населення, осіб (2010) |
| - | --------------- | ---------------------- | ---------------------- |
| 1 | Сокол           | 43042                  | 38452                  |
| 2 | Кадников        | 5362                   | 4796                   |